# Hans Urs von Balthasar
Hans Urs von Balthasar (Luzern, 1905. augusztus 12. – Bázel, 1988. június 26.) svájci római katolikus pap, teológus, filozófus. A 20. század fontos katolikus gondolkodójának tartják.

## Élete
Filozófiát tanult a müncheni, majd a bécsi és a berlini egyetemen. A német fővárosban Romano Guardini kurzusaira járt; később visszatekintve egész életében hálás volt neki, aki a két háború közti katolikus megújulás vezéralakja volt.
1929-ben belépett Jézus Társaságába (jezsuita rend). A novíciátust Feldkirchben kezdte meg. A rendi filozófiát a München melletti Pullachban, a teológiát pedig a Lyon melletti Fouviére-ben végezte. Itt több neves francia jezsuita teológus, elsősorban Henri de Lubac lett a mestere, majd barátja. 1936-ban pappá szentelték. (Később, 1950-ben elhagyta a jezsuita rendet.)
A Bázeli Egyetemen (1940–48) egyetemi lelkészként szolgált. Itt ismerkedett meg Karl Barth-tal, a kiemelkedő protestáns teológussal. Párbeszédük gyümölcse hatalmas monográfiája Barth Krisztus-központú teológiájáról, amely 1951-ben jelent meg.
1969-ben VI. Pál pápa kinevezte őt a Nemzetközi Teológiai Bizottságba. 1984-ben teológiai munkásságáért elnyerte az első Nemzetközi VI. Pál Díjat.
1972-ben Joseph Ratzingerrel és más teológusokkal egyetemben megalapította a Communio  folyóiratot, amit az egyik legfontosabb katolikus teológiai folyóiratnak tekintenek.
II. János Pál pápa nagyra tartotta, és 1988. május 28-án bíborossá nevezte ki, de Balthasar nem sokkal később, június 26-án, két nappal a konzisztórium előtt meghalt.

## Teológiája
Teológiai tárgyú írásai Isten és a világ kapcsolatát vizsgálják. Isten Krisztusban mutatkozott meg a világ előtt, Krisztus pedig az egyház révén van jelen a világban. Az egyháznak ezért nagy a felelőssége, mert rajta keresztül kell az embereknek Istent megismerniük és hozzá eljutniuk. Az egyház autentikus bemutatása elképzelhetetlen a bibliai források és az egyházatyák tanításának feltárása, illetve a modern filozófiákkal való párbeszéd nélkül (→ nouvelle théologie).

## Művei
Válogatott művei:
- Geschichte des eschatologischen Problems in der modernen deutschen Literatur, Selbstverlag, [Zürich] 1930, 572120885 dokumentumai a Német Nemzeti Könyvtár (DNB) állományában 2. Auflage (= Studienausgabe, Band 2), Johannes, Freiburg im Breisgau 1998, ISBN 3-89411-347-2 (Dissertation Universität Zürich 1930, 219 Seiten, 8°, Buchausgabe: 270 Seiten, 23 cm).
- Apokalypse der deutschen Seele. 3 Bände. Pustet, Salzburg/Leipzig 1937–39
- Das Herz der Welt. Arche, Zürich 1945
- Therese von Lisieux. Geschichte einer Sendung. Hegner, Köln 1950
- Karl Barth. Darstellung und Deutung seiner Theologie. Hegner, Köln 1951
- Reinhold Schneider. Sein Weg und sein Werk. Hegner, Köln 1953
- Georges Bernanos. Hegner, Köln 1954
- Einsame Zwiesprache. Martin Buber und das Christentum. Hegner, Köln 1958; Johannes, Einsiedeln 2. A. 1993, ISBN 3-89411-314-6.
- Augustinus, Die Gottesbürgerschaft. Frankfurt 1961
- Cordula oder der Ernstfall. Johannes Verlag, Einsiedeln 1966
- Skizzen zur Theologie. 5 Bände. Johannes, Einsiedeln 1960–86
- Erster Blick auf Adrienne von Speyr. Johannes, Einsiedeln 1968
- Apokatastasis (= Neue Kriterien; Band 1), Johannes, Freiburg im Breisgau 1999, ISBN 3-89411-354-5

Nagy teológiai trilógiája a következőkből áll::
- Herrlichkeit. Eine theologische Ästhetik. 3 Bände. Johannes, Einsiedeln 1961–69
- Theodramatik. 4 Bände. Johannes, Einsiedeln 1971–83
- Theologik. 3 Bände. Johannes, Einsiedeln 1985–87
- Epilog. Johannes, Einsiedeln 1987

## Magyarul
- A Megnemismert felhője; átdolg., ford. Lukács László; függelék: Hans Urs von Balthasar: A keresztény elmélkedés; ford. Kalász István / A titkos tanácsok könyve; ford. Lukács László; Vigilia, Bp., 1987 (Vigilia)
- Mária az Egyház tanításában és áhítatában; in: Jézus és az egyház anyja; ford. Benkő Antal, Dévény István, Szakos József; Prugg, Eisenstadt, 1987
- Hans Urs von Balthasar. Válogatás a teológus műveiből; vál., bev. Szabó Ferenc, ford. Szabó Ferenc, Kerényi Gábor; s.n., Róma, 1989 (Mai írók és gondolkodók)
- Karl Rahner: Az evangéliumi tanácsok / Hans Urs von Balthasar: A három evangéliumi tanácsról; ford. Urbán József; Szepi, Szeged, 1995
- Hiszek. Elmélkedések az Apostoli hitvallásról; ford. Kerényi Dénes; Jel, Bp., 1996 (Teológia és élet)
- Hármas koszorú. Üdvösségünk titkai a rózsafüzérben; ford. Kalacsi János; Agapé, Szeged, 1999 (Ünnepeink)
- A három nap teológiája. Mysterium Paschale; ford. Görföl Tibor; Osiris, Bp., 2000
- Ha nem lesztek olyanok mint ez a gyermek; ford. Bodor Mária Anna; Paulus Hungarus–Kairosz, Bp.–Szentendre, 2001
- Heinz Schürmann–Joseph Ratzinger–Hans Urs von Balthasar: A keresztény erkölcs alapelvei; ford. Görföl Tibor; L'Harmattan, Bp., 2002
- Vizsgáljatok meg mindent. Beszélgetés Angelo Scolával; ford. Görföl Balázs; Sík Sándor, Bp., 2004 (Megközelítések)
- A dicsőség felfénylése. Teológiai esztétika; ford. Görföl Tibor; Sík Sándor, Bp., 2004–2007
  - 1. Az alak szemlélése; 2004
  - 2/1. Teológiai stílusok. Klerikusok; 2005
  - 2/1. Teológiai stílusok. Laikusok; 2005
  - 3/1. A metafizika terében. Ókor; 2007
  - 3/2. A metafizika terében. Újkor; 2007
- Számvetés; ford. Görföl Tibor; Sík Sándor, Bp., 2004 (In persona)
- Mit szabad remélnünk? / Rövid értekezés a pokolról / Apokatasztaszisz; ford. Görföl Tibor; Sík Sándor, Bp., 2006 (Megközelítések)
- Josef Hegenbarth–Hans Urs von Balthasar: Keresztút; ford. Németh Attila; Dugonics András Piarista Gimnázium, Szeged, 2009
- A zene eszméjének kibontakozása; ford.  ford. Görföl Tibor; MMA, Bp., 2023 (Pars pro toto)